# Гожичани
Гожичани (пол. Gorzyczany) — село в Польщі, у гміні Самбожець Сандомирського повіту Свентокшиського воєводства.
Населення — 498 осіб (2011).
У 1975-1998 роках село належало до Тарнобжезького воєводства.

## Демографія
Демографічна структура на день 31 березня 2011 року:
|          | Загалом | Допрацездатний вік | Працездатний вік | Постпрацездатний вік |
| -------- | ------- | ------------------ | ---------------- | -------------------- |
| Чоловіки | 265     | 52                 | 179              | 34                   |
| Жінки    | 233     | 30                 | 150              | 53                   |
| Разом    | 498     | 82                 | 329              | 87                   |